# Fusos horários no Brasil
|  | ACT | Hora do Acre                | UTC−5 | (BRT–2) |
|  | AMT | Hora do Amazonas            | UTC−4 | (BRT−1) |
|  | BRT | Hora de Brasília            | UTC−3 | (BRT)   |
|  | FNT | Hora de Fernando de Noronha | UTC−2 | (BRT+1) |

O Brasil observa quatro fusos horários: o Horário de Fernando de Noronha (FNT – Fernando de Noronha Time em UTC-02:00); o Horário de Brasília (BRT – Brasília Time em UTC-03:00); o Horário do Amazonas (AMT – Amazon Time em UTC-04:00); o Horário do Acre (ACT – Acre Time em UTC-05:00). Os fusos horários são regulamentados à lei 12.876 de 30 de outubro de 2013.
Em contínua observância entre 1985 e 2019 (cuja introdução ocorreu em 1931), o Horário de Verão no Brasil foi observado com anuais modificações referentes à adoção dos estados e ao tempo em vigor, em diferentes datas de início e término expressas em diferentes decretos.
Não há um padrão para identificação, ou para as siglas dos fusos horários observados em português brasileiro, tal qual ocorre nos EUA – cujos fusos horárias observadas são oficializadas como Horário Oriental; Horário Central; Horário das Montanhas; Horário do Pacífico; Horário do Alasca; Horário do Havaí. É exceção o termo Horário de Brasília, expressado aos estados que observam diferentes horários, quando algum evento é planejado para execução, conforme o Horário de Brasília – como a aplicação das provas do ENEM, a ocorrer simultaneamente no país.
A padronização dos horários foi introduzida em 1º de janeiro de 1914, após publicação do DPL 2.784, de 18 de junho e do decreto  10.546, de 5 de novembro de 1913. Antes, cada lugar sincronizava os relógios conforme o horário solar aparente; havia uma diferença horária de c. de 13 minutos e 54 segundos da então capital federal (até 1960) Rio de Janeiro (c. GMT-02:52:41) a São Paulo (c. GMT-03:06:35) como exemplo – esta que deixou de existir com o estabelecimento do atual Horário de Brasília a ambas capitais e estados homônimos.
A determinação, conservação e disseminação da Hora Legal Brasileira (HLB) é competência da Divisão do Serviço da Hora (DSHO), do Observatório Nacional (ON), onde é possível a sincronização horária conforme os relógios exibidos no website da instituição, que por sua vez mantém precisão milimétrica por serem relógios atômicos de césio.

## Fusos horários brasileiros

### Horário de Fernando de Noronha
UTC-02:00 (+1 hora de Brasília)
- Trindade e Martin Vaz (Espírito Santo)
- Fernando de Noronha; São Pedro e São Paulo (Pernambuco)
- Atol das Rocas (Rio Grande do Norte)

### Horário de Brasília
UTC-03:00 (Horário de Brasília)
- Estados da Amazônia Oriental –[12] Amapá;[13] Pará;[14] Tocantins
- Estados das Regiões[15] Nordeste; Sudeste e Sul
- Estado de[16] Goiás e o[17] Distrito Federal

### Horário da Amazônia
UTC-04:00 (-1 hora de Brasília)
- Estados da Amazônia Ocidental – Amazonas (exceto ao sudoeste);[18] Roraima;[19] Rondônia
- Estados do Mato Grosso[20] e do Mato Grosso do Sul[21]

### Horário do Acre
UTC-05:00 (-2 horas de Brasília)
- Estado do Amazonas (ao sudoeste – aos arredores[22] de Tabatinga)
- Estado do Acre

#### Referendo sobre o fuso horário vigente no Acre
Em 2010, surgiu uma proposta para mudar todo o país para uma única diferença com o UTC±00:00, tendo o Horário de Brasília como base, mas tal proposta foi desconsiderada.

### Estados com mais de um fuso horário
Desde 30 de outubro de 2013 seis estados usam dois fusos horários dentre suas fronteiras: Amazonas; Espírito Santo; Pernambuco; Rio Grande do Norte (e extraoficialmente Mato Grosso e Mato Grosso do Sul). 
Entre 1º de janeiro de 1914 e 24 de junho de 2008 o estado do Pará então observava o atual Horário de Brasília a leste e o atual Horário da Amazônia a oeste, cuja fronteira entre os fusos existiu entre os rios Jari, Amazonas e Xingu até à fronteira com o estado do Mato Grosso. Hoje, todo o Pará observa o Horário de Brasília, causando um efeito de "horário de verão permanente" nos municípios a oeste do estado, que geograficamente deveriam observar o Horário da Amazônia e que agora observam o meio-dia solar a ocorrer por volta da uma hora da tarde no horário civil.
- O Amazonas observa[4] o Horário da Amazônia, exceto em treze municípios ao sudoeste do estado – fronteiriços ao Acre – que observam[26] o Horário do Acre (Atalaia do Norte; Benjamin Constant; Eirunepé; Envira; Guajará; Ipixuna; Itamarati; Jutaí; Lábrea; Pauini; São Paulo de Olivença; Tabatinga). O município Boca do Acre passou a adotar o horário UTC-4 em 14 de novembro de 2013 conforme decreto municipal 265/2013.
- O Espírito Santo[27], Pernambuco[28] e o Rio Grande do Norte[29] observam o Horário de Brasília, exceto nas ilhas oceânicas – em Trindade e Martin Vaz (ES), em Fernando de Noronha e São Pedro e São Paulo (PE) e no Atol das Rocas (RN) que observam[2] o Horário de Fernando de Noronha.
- O Mato Grosso observa o Horário da Amazônia, com exceção de alguns municípios a leste do estado aos arredores de Barra do Garças que observam o Horário de Brasília[30] extraoficialmente e por razões socioeconômicas e culturais entre municípios mato-grossenses e goianos. Até 2019 aqueles municípios não observavam o horário de verão, apesar de todos os outros municípios mato-grossenses e goianos terem observado e também fazendo com que durante o outono e o inverno, tais municípios observassem o horário goiano, e durante a primavera e o verão, observassem o horário mato-grossense.[31]
- O Mato Grosso do Sul observa o Horário da Amazônia, com exceção de alguns municípios a leste do estado aos arredores de Bataguassu que observam o Horário de Brasília[32] extraoficialmente e por razões socioeconômicas e culturais entre municípios sul-mato-grossenses e paulistas.

### Diferenças entre o horário solar aparente e o horário civil

#### Pernambuco
A padronização à observância de quatro fusos horários desde então provocam diferenças entre o horário solar aparente – quando a hora de cada município em cada estado brasileiro era sincronizada conforme a longitude que tinha como base o meridiano sobre o marco zero da cidade, havendo diferenças de minutos e ou segundos entre os horários de uma ou outra localidade, devido as diferentes coordenadas geográficas de cada lugar, sendo diferenças estas observadas nos relógios de sol que auxiliavam à padronização do horário local – e o fuso horário a ser então observado.
Exemplificando, até às 23h59min59seg a 31 de dezembro de 1913, o horário solar aparente de Recife era cerca a 02h19min36seg atrasadas ao Meridiano de Greenwich, de acordo às coordenadas geográficas da capital pernambucana, cuja longitude é calculada em 34°54'O (34 graus e 54 minutos a oeste) e a 00h00min00seg de 1º de janeiro de 1914, em vez dos relógios serem adiantados em 19 minutos e 36 segundos para as 00h19min36seg, foram atrasados em 40 minutos e 24 segundos, para as 23h19min36seg de 31 de dezembro.
Cada fuso horário tem como base um meridiano e através deste, são calculados outros dois meridianos que determinam as fronteiras entre um e outro fuso horário. O UTC-02:00 (denominado no Brasil como o Horário de Fernando de Noronha) está a exatas duas horas atrasadas ao UTC±00:00 (que até 1.º de janeiro de 1972 era denominado como GMT±00:00 e usa como base, o Meridiano de Greenwich); o Horário de Fernando de Noronha usa como base o meridiano 30ºO (30 graus a oeste) e tem como fronteiras deste fuso horário, os meridianos 37°30'O (37 graus e 30 minutos a oeste) e 22°30'O (22 graus e 30 minutos a oeste). Em teoria todos os espaços geográficos cujas longitudes sejam calculadas entre 37°30'O e 22°30'O deveriam sincronizar os relógios observando o horário do meridiano 30°O e assim, observar o deslocamento de 2 horas a menos ao Tempo Universal Coordenado (ou o antigo Horário Médio de Greenwich). A diferença entre o horário solar aparente e o horário civil então não poderia ser maior ou menor que 30 minutos, conforme o meridiano de referência àquele fuso horário. O meio-dia solar então, estaria entre as 11h13min e 12h00min (entre 22°30'O e 30°O) e entre 12h00min e 12h44min (entre 30°O e 37°30'O).
O leste continental nordestino, onde estão as capitais estaduais Natal, João Pessoa, Recife, Maceió e Aracaju, conforme as suas respectivas coordenadas geográficas, deveria então observar o Horário de Fernando de Noronha. Estas capitais e suas respectivas regiões metropolitanas estão entre os meridianos 30°O e 37°30'O; Natal está a 35°12'O (UTC-02:20:48); João Pessoa está a 34°53'O (UTC-02:19:32); Maceió está a 35°44'O (UTC-02:22:56); Aracaju está a 37°05'O (UTC-02:28:04); Recife está a 34°54'O e a UTC-02:19:36; os horários solares aparentes destas capitais brasileiras, então, estão mais próximos do UTC-02:00 do que do UTC-03:00 (onde no Brasil, denomina-se Horário de Brasília).
Desde então, o amanhecer e o anoitecer em Recife, como exemplo, estão em média 40 minutos e 24 segundos adiantados ao horário solar aparente local. O meio-dia solar não é mais entre as 11h43min e as 12h14min (assim como era quando aquele local, ou qualquer outra localidade, observava o horário solar aparente) e é agora entre as 11h03min e as 11h33min, sempre antes do meio-dia civil. O nascer do Sol ocorre entre as 04h49min e as 05h34min, o que é incomum aos lugares próximos à linha do equador, haja vista que em latitudes mais baixas o Sol nasce e se põe à média, respectivamente, às seis da manhã e as seis da noite, com o dia e a noite a ter em média doze horas de duração por todo o ano, e o pôr do Sol ocorre entre as 17h07min e às 17h46min sendo agora uma das únicas capitais brasileiras em que o Sol nunca se põe após as seis da noite.
Ao meio-dia em ponto conforme o Horário de Brasília, desde então observado por Recife, já são 12h40min24seg conforme o horário solar aparente recifense, já ao meio-dia em ponto conforme o horário solar aparente, ainda são 11h19min36seg conforme os relógios recifenses, erroneamente sincronizados com o Horário de Brasília, o que indica que há um atraso de cerca de 40 minutos e 24 segundos entre o horário civil e o horário solar aparente e ultrapassando os 30 minutos então estabelecidos como limite à diferença entre um e outro horário. Até as 23h59min59seg a 17 de fevereiro de 2002, o horário de verão foi observado em Pernambuco mas o que foi teoricamente o horário de verão em Recife, o que tecnicamente caracterizaria a observância de um incorreto fuso horário nos meses de primavera e verão, em verdade caracterizaria como correto, face ao horário padrão (ou o de inverno). Pelos horários solares aparentes de Fernando de Noronha (a UTC-02:09:40) e Recife, há apenas uma diferença de 9 minutos e 56 segundos mas desde 1º de janeiro de 1914, essa diferença horária aumentou em 50 minutos e 4 segundos, sendo agora a diferença horária entre o arquipélago pernambucano e a capital estadual de uma hora.

#### Mato Grosso e Mato Grosso do Sul
A anomalia também é observada em municípios orientais mato-grossenses e sul-mato-grossenses. O município de Barra do Garças (a 52°16'O e a UTC-03:29:03) e assim como parte da microrregião do Médio-Araguaia e a mesorregião do Nordeste Mato-Grossense está a leste do meridiano 52°30'O (52 graus e 30 minutos a oeste) e em teoria, deveria observar o Horário de Brasília (e assim faz, de facto) mas de jure, todo o estado do Mato Grosso observa o Horário da Amazônia. Também é perceptível no município de Três Lagoas (a 51°42'O e a UTC-03:25:48) e no município de Bataguassu (a 52°25'O e a UTC-03:29:40) e assim como parte da microrregião homônima e da mesorregião do Leste do Mato Grosso do Sul que assim como todo o Mato Grosso do Sul observam o Horário da Amazônia.

## Horário de verão
Entre 1985 e 2019 observou-se o horário de verão brasileiro. Inicialmente a observância deu-se à zero hora do sábado às temporadas 1985–1986 e 1986–1987 (quando também o horário de verão era observado em todo o país) mas passou a ser à zero hora do domingo, desde a temporada 1987–1988 até a temporada 2018–2019 (tanto ao sábado quanto ao domingo a zero hora, nos horários de cada um dos quatro fusos). A abrangência, aos estados e as datas de início e término variaram durante o final dos anos 1980, anos 1990 e início dos anos 2000, mas sempre entre o início de outubro e o fim de abril. Entre 2003 e 2018, determinou-se que, o horário de verão abrangeria apenas os estados do Centro-Sul (precisamente os das regiões Centro-Oeste, Sudeste e Sul) e iniciaria, a zero hora do terceiro domingo de outubro (cerca de um mês após o equinócio da primavera) e terminaria a zero hora do terceiro domingo de fevereiro (cerca de um mês antes do equinócio de outono, encerrando-se a zero hora do quarto domingo de fevereiro quando, o terceiro domingo de fevereiro coincidia com o domingo de carnaval).
O horário de verão deixou de ser observado pelos estados do Norte, no final dos anos 1980 (apesar do Amazonas ter observado durante a temporada 1993–1994, Roraima ter observado durante a temporada 1999–2000 e por uma semana na temporada 2000–2001, sendo cancelado ainda em 2000 e Tocantins ter observado durante a temporada 2012–2013).
O horário de verão deixou de ser observado pelos estados do Nordeste no início dos anos 2000 (apesar da Bahia ter observado durante a temporada 2011–2012).
Em 2019, apesar do Ministério de Minas e Energia haver divulgado um estudo demonstrando que o país economizou pelo menos R$ 1,4 bilhão desde 2010 por adotar o horário de verão, o Governo Jair Bolsonaro decidiu por descontinuar a adoção do horário de verão.